# 2011 w literaturze
Wydarzenia literackie w 2011 roku.

## Wydarzenia

### Niemcy
- W dniach 17-20 marca odbyły się targi książki w Lipsku (Leipziger Buchmesse).

### Polska
- Kwiecień: 8-10 kwietnia, festiwal literacki Port Wrocław odbył się po raz szesnasty.
- W dniach 9-15 maja w Krakowie odbył się 2. Festiwal Miłosza, jego gośćmi byli znani poeci, pisarze, tłumacze i literaturoznawcy m.in.  Adonis, Bei Dao, Clare Cavanagh, Andrej Chadanowicz, Oleg Czuchoncew, Aleksander Fiut, Julia Hartwig, Jane Hirshfield, Ołeh Łyszeha, Zadie Smith, Wisława Szymborska, Tomas Venclova, Helen Vendler, Adam Zagajewski.
- W dniach 12 do 15 maja odbyły się w Pałacu Kultury i Nauki II Warszawskie Targi Książki.
- 30 czerwca: Otwarto w Krasnogrudzie Europejskie  Centrum Dialogu im. Czesława Miłosza.
- Sierpień: W plebiscycie czytelników Biblioteki Śląskiej na Książkę Roku 2010 zwyciężył Lajerman Aleksandra Nawareckiego. Lajerman zebrał 41 procent głosów.
- W dniach 2-6 listopada trwał w Krakowie 3. Festiwal Josepha Conrada, w którym wzięło udział wielu wybitnych pisarzy i tłumaczy z kraju i zagranicy.
- Od 3. do 6 listopada odbyły się 15. Targi Książki w Krakowie. Wystawiało na nich ponad 500 wystawców, z czytelnikami spotkało się ok. 400 autorów.

## Proza beletrystyczna i literatura faktu

### Język angielski
- Cecelia Ahern – Pora na życie (The Time of My Life)
- E.L. Doctorow – All the Time in the World
- P.D. James – Death Comes to Pemberley (A.A. Knopf)[1]
- George R.R. Martin – Taniec ze smokami (A Dance with Dragons)
- Ian Macleod – Obudź się i śnij

### Język polski
- Stefan Chwin – Panna Ferbelin (Wydawnictwo Tytuł)
- Eugeniusz Dębski – Russian Impossible (RUNA)
- Dariusz Domagalski – Vlad Dracula (Bellona, RUNA)
- Agnieszka Hałas – Dwie karty (Wydawnictwo IFRYT)
- Marek Harny – W imię zasad (Prószyński i S-ka)[2]
- Witold Jabłoński – Kochanek Czerwonej Gwiazdy (Abiekt.pl)
- Hanna Krall – Biała Maria (Świat Książki)[3]
- Katarzyna Kwiatkowska – Zbrodnia w błękicie (Wyd. Zysk i S-ka)
- Bolesław Leśmian – Satyr i Nimfa. Bajka o złotym grzebyku (inedita, Wydawnictwo KUL)
- Agnieszka Lis – Samotność we dwoje (Wydawnictwo Replika)[4]
- Kaja Malanowska – Imigracje (Wydawnictwo Krytyki Politycznej)[5]
- Jakub Małecki
  - Dżozef (W.A.B.)
  - W odbiciu (Powergraph)[6]
- Piotr Müldner-Nieckowski – Park (Wydawnictwo Aula)
- Marek Nowakowski – Domek trzech kotów (Świat Książki)
- Ewa Maria Ostrowska – Kamuflaż (Wydawnictwo Oficynka)[7]
- Krzysztof Piskorski – Krawędź czasu (RUNA)
- Andrzej W. Sawicki – Nadzieja czerwona jak śnieg (Bellona, RUNA)
- Vincent V. Severski – Nielegalni (Wydawnictwo Czarna Owca)
- Wit Szostak – Dumanowski (Lampa i Iskra Boża)[8]
- Wojciech Szyda – Stroiciel ciszy, zbiór opowiadań (Zysk i S-ka)[9]
- Szczepan Twardoch – Tak jest dobrze (Powergraph)
- Michał Witkowski – Drwal (Świat Książki)
- Bartosz Żurawiecki – Nieobecni (Wydawnictwo Krytyki Politycznej)[10]
- Iwona Żytkowiak – Tonia (Wydawnictwo Novae Res)[11]

#### Tłumaczenia
- Cecelia Ahern – Pamiętnik z przyszłości (Book of tomorrow), przeł. Joanna Grabarek (Świat Książki)[12]
- Mitch Albom – Miej trochę wiary (Have a little faith), przeł. Anna Zielińska (Świat Książki)[13]
- Vladimír Balla – Świadek, przeł. Jacek Bukowski (Biuro Literackie)
- Karel Čapek – Listy z podroży, przeł. Piotr Godlewski, posłowie Leszek Engelking (Wydawnictwo W.A.B.)
- Umberto Eco – Cmentarz w Pradze, przeł. Krzysztof Żaboklicki (Noir sur Blanc)
- Katie Hickman – Brylant Pindara (The Pindar diamond), przeł. Krzysztof Puławski (Świat Książki)[14]
- Bohumil Hrabal
  - Perełki na dnie: wybór opowiadań, (Agora SA)
  - Vita nuova, przeł. Piotr Godlewski (Czuły Barbarzyńca)
  - Życie bez smokingu, przeł. Andrzej Babuchowski, Aleksander Kaczorowski, Jan Stachowski (Czuły Barbarzyńca)
- Sophie Kinsella – Miłość w stylu retro (Twenties girl), przeł. Magdalena Słysz (Świat Książki)[15]
- Jack Kerouac – Big Sur, przeł. Maciej Świerkocki (Wydawnictwo W.A.B.)
- Jonathan Littell – Czeczenia. Rok III, przeł. Małgorzata Kozłowska (Wydawnictwo Literackie)
- Mario Vargas Llosa – Marzenie Celta, przeł. Marzena Chrobak (Społeczny Instytut Wydawniczy „Znak”)[16]
- Sándor Márai – Pokrzepiciel, przeł. Irena Makarewicz (Czytelnik)
- Anatolij Marienhof – Cynicy, przeł. Henryk Chłystowski (Państwowy Instytut Wydawniczy)
- Jojo Moyes – Ostatni list od kochanka (Last letter from your lover), przeł. Urszula Smerecka (Świat Książki)[17]
- Mari Okazaki – Suppli (サプリ) – Suppli Extra
- Elif Şafak – Lustra miasta, przeł. Anna Akbike Sulimowicz (Wydawnictwo Literackie)
- Leonie Swann – Triumf owiec: thriller... a zarazem komedia filozoficzna (Garou), przeł. Maciej Nowak-Kreyer (Amber)[18]
- Bajan Szyrianow – Niższa szkoła jazdy, przeł. Agnieszka Lubomira Piotrowska (Wydawnictwo Krytyki Politycznej)[19]
- Ahmet Hamdi Tanpinar – Instytut Regulacji Zegarów (Saatleri Ayarlama Enstitüsü), przeł. Anna Sobczak (Sonia Draga)[20]
- Tomáš Zmeškal – Listy miłosne pismem klinowym, przeł. Dorota Dobrew (Wydawnictwo W.A.B.)
- Stepan Chapman – Trojka, przeł. Wojciech Szypuła (Wydawnictwo Mag)

### Pozostałe języki
- Majgull Axelsson – Pępowina (Moderspassion)[21]
- Michal Ajvaz – Lucemburská zahrada (Ogród Luksemburski)
- Nino Haratischwili – Mój łagodny bliźniak (Mein sanfter Zwiling)

## Wywiady

### Język polski

#### Pierwsze wydania
- Tadeusz Konwicki, Przemysław Kaniecki – W pośpiechu (Czarne)
- Piotr Marecki – Nam wieczna w polszczyźnie rozróba! Marian Pankowski mówi (Ha!art)

#### Tłumaczenia
- Benedykt XVI, Peter Seewald – Światłość świata, przeł. Piotr Napiwodzki (Znak)

## Dzienniki, autobiografie, pamiętniki

### Język polski
- Julia Hartwig – Dziennik (Wydawnictwo Literackie)
- Jarosław Iwaszkiewicz – Dzienniki 1964-1980 (t. III Dzienników, Czytelnik)
- Jan Józef Szczepański – Dzienniki 1957-1963, t. II (Wydawnictwo Literackie)
- Jerzy Zawieyski – Dzienniki. Tom 1. Wybór z lat 1955–1959 (Ośrodek Karta i Dom Spotkań z Historią)

## Eseje, szkice i felietony

### Język polski
- Jan Gondowicz – Paradoks o autorze (Korporacja Ha!art)
- Jan Gondowicz – Pan tu nie stał. Artykuły drugiej potrzeby („Nisza”)
- Roman Kurkiewicz – Lewomyślnie. (Wydawnictwo Krytyki Politycznej)[22]
- Renata Lis – Ręka Flauberta (Sic!)
- Adam Zagajewski – Lekka przesada (a5)

### Pozostałe języki
- Carlos Fuentes – La gran novela latinoamericana (Wielka powieść latynoamerykańska)

## Poezja

### Język polski

#### Pierwsze wydania
- Szymon Babuchowski – Rozkład jazdy (Towarzystwo Przyjaciół Sopotu, Biblioteka „Toposu”)
- Przemysław Dakowicz – Place zabaw ostatecznych (Towarzystwo Przyjaciół Sopotu, Biblioteka „Toposu”)
- Leszek Engelking – Muzeum dzieciństwa (Wydawnictwo WBPiCAK)
- Julia Hartwig – Gorzkie żale (Wydawnictwo a5)
- Zbigniew Herbert – Utwory rozproszone (Rekonesans), oprac. Ryszard Krynicki (a5)
- Roman Honet – Piąte królestwo (Biuro Literackie)
- Krzysztof Karasek – Wiatrołomy (Towarzystwo Przyjaciół Sopotu, Biblioteka „Toposu”)
- Beata Patrycja Klary – Zabawa w chowanego (Zeszyty Poetyckie)
- Radosław Kobierski – Drugie ja (Wydawnictwo WBPiCAK)
- Jacek Łukasiewicz – Stojąca na ruinie (Biuro Literackie)
- Piotr Macierzyński – Antologia wierszy ss-mańskich (Ha!art)
- Andrzej Mestwin – Być może Coś innego (Oficyna Wydawnicza Tysiąclecia)
- Andrzej Mestwin – Elegie gdańskie (Oficyna Wydawnicza Tysiąclecia)
- Piotr Mitzner – Kropka (TCHU)
- Piotr Müldner-Nieckowski – Park (Wydawnictwo Aula)
- Marta Podgórnik – Rezydencja surykatek (Biuro Literackie)
- Maciej Robert – Collegium Anatomicum (Wydawnictwo WBPiCAK)
- Marcin Sendecki – Farsz (Biuro Literackie)
- Janusz Styczeń – Furia instynktu (Biuro Literackie)
- Janusz Szuber – Powiedzieć. Cokolwiek (Wydawnictwo Literackie)
- Eugeniusz Tkaczyszyn-Dycki – Imię i znamię (Biuro Literackie)
- Katarzyna Zechenter - W cieniu Drzewa. Wiersze (Austeria)

#### Tłumaczenia
- Gottfried Benn – Nigdy samotniej i inne wiersze, wybór Zdzisław Jaskuła, przekłady Jacek St. Buras, Zdzisław Jaskuła, Andrzej Kopacki, Sława Lisiecka, Tomasz Ososiński (Biuro Literackie)
- Federico García Lorca – Śpiewak cygańskich romansów, przekłady i komentarz Jarosław Marek Rymkiewicz (Sic!)
- Brian Patten(inne języki) – Teraz będziemy spać, leżeć bez ruchu lub ubierzemy się na powrót, przeł. Jerzy Jarniewicz, Tadeusz Sławek, Piotr Sommer, Andrzej Szuba (Biuro Literackie)
- Fernando Pessoa – Poezje zebrane Alberta Caeiro, przełożył i opracował Wojciech Charchalis (Czuły Barbarzyńca Press)
- Vasko Popa – Źródło żywego słowa, wybór, przekład i posłowie Grzegorz Łatuszyński (Oficyna Wydawnicza „Agawa”)
- Boris Vian – W hołdzie płetwom, przekład i opracowanie Dariusz Dziurzyński i Alicja Ślusarska (Zeszyty Poetyckie)
- Jovan Zivlak – Szczeliny czasu, przeł. Grzegorz Łatuszyński (Oficyna Wydawnicza "Agawa")

#### Antologie dzieł tłumaczonych
- Krystyna Rodowska – Umocz wargi w kamieniu. Przekłady z poetów latynoamerykańskich (Biuro Literackie)

### Pozostałe języki

#### Antologie
- Magnus Ducatis Poesis. Ribu iveika/Robežu pārvarēšana/Перaaдoлeньe мeжaу/Pokonywanie granic/Пoдoлaння мeж/Преодоление мeж/Surmounting Boundaries, oprac. Vladas Braziūnas, Vytas Dekšnys (Vilnius, VI)
- Free Over Blood Contemporary Polish poetry in translation pod redakcją Dawida Junga i Marcina Orlińskiego, przekład na angielski Marek Kaźmierski, Karen Kovacik, Benjamin Paloff i Katarzyna Szuster (Londyn, Zeszyty Poetyckie/OFF Press)[23]

## Prace naukowe i biografie

### Język polski
- Wacław Cockiewicz – Metaforyka Leśmiana (Analiza lingwistyczna) (Księgarnia Akademicka)
- Andrzej Franaszek – Miłosz. Biografia (Znak)
- Małgorzata Gorczyńska – Miejsca Leśmiana. Studium topiki krytycznoliterackiej (Universitas)
- Andrzej Grajewski, Michał Skwara – Papież musiał zginąć. Wyjaśnienia Ali Agcy (Wydawnictwo Kurii Metropolitalnej „Gość Niedzielny”, IPN)
- Beata Lentas – Tadeusz Peiper w Hiszpanii (słowo/obraz terytoria)
- Maria Podraza-Kwiatkowska – Labirynty - kładki - drogowskazy. Szkice o literaturze od Wyspiańskiego do Gombrowicza (Universitas)
- Lucyna Stetkiewicz – Kulturowi wszystkożercy sięgają po książkę : czytelnictwo ludyczne jako forma uczestnictwa w kulturze literackiej (Wydawnictwo Naukowe Uniwersytetu Mikołaja Kopernika)[24]
- Ewa Szczepan – Pogrobowiec oświecenia czy nowator? : dziewiętnastowieczna twórczość dramatyczna Juliana Ursyna Niemcewicza (Wydawnictwo Naukowe Uniwersytetu Szczecińskiego)[25]

### Pozostałe języki
- Harold Bloom – The Anatomy of Influence: Literature as a Way of Life (Anatomia wpływu. Literatura jako modus vivendi)

## Zmarli
- 1 stycznia – Wanda Bacewicz, polska poetka i pisarka (ur. 1914)
- 4 stycznia
  - Jerzy S. Sito, polski poeta, eseista i tłumacz (ur. 1934)
  - Eva Strittmatter, niemiecka poetka i prozatorka (ur. 1930)
- 17 stycznia – Jean Dutourd, francuski pisarz (ur. 1920)
- 22 stycznia – Pak Wanso, koreańska pisarka (ur. 1931)
- 24 stycznia
  - Hanna Maszutina, ukraińska poetka, dramaturg i prozaik (ur. 1981)
  - Qadır Mırza Älï, kazachski pisarz (ur. 1935)
- 30 stycznia – Jan Nagrabiecki, polski poeta (ur. 1920)
- 9 lutego – Janusz Maciejewski, polski historyk literatury i krytyk literacki, w latach 1991–2001 prezes polskiego PEN Clubu (ur. 1930)
- 11 lutego – Bo Carpelan, fiński poeta i prozaik tworzący w języku szwedzkim (ur. 1926)
- 16 lutego – Justinas Marcinkevičius, litewski poeta i dramaturg (ur. 1930)
- 26 lutego – Arnošt Lustig, czeski prozaik (ur. 1926)
- 2 marca – Thor Vilhjálmsson, pisarz islandzki (ur. 1925)
- 5 marca – Alberto Granado, argentyński pisarz (ur. 1922)
- 13 marca – Andreas Franz, niemiecki pisarz (ur. 1954)
- 19 marca
  - Alina Brodzka-Wald, polska historyk literatury (ur. 1929)
  - Anna Kajtochowa, polska pisarka (ur. 1928)
- 20 marca – Dorothy Young, amerykańska aktorka i pisarka (ur. 1907)
- 24 marca – Lanford Wilson, dramaturg amerykański (ur. 1937)
- 26 marca – Diana Wynne Jones, brytyjska autorka powieści fantasy (ur. 1934)
- 27 marca – H.R.F. Keating, angielski pisarz (ur. 1926)
- 3 kwietnia – Marian Pankowski, polski prozaik, dramaturg i literaturoznawca (ur. 1919)
- 6 kwietnia – Jerzy Kamrowski, polski poeta (ur. 1950)
- 14 kwietnia – Patrick Cullinan, południowoafrykański pisarz i poeta (ur. 1932)
- 25 kwietnia – Gonzalo Rojas, poeta chilijski (ur. 1917)
- 29 kwietnia
  - Andrzej Baszkowski, polski poeta, tłumacz literatury rosyjskiej (ur. 1932)
  - Włodzimierz Krzemiński, polski poeta i prozaik (ur. 1919)
  - Joanna Russ, amerykańska pisarka i krytyk literacki (ur. 1937)
- 30 kwietnia – Ernesto Sábato, argentyński prozaik (ur. 1911)
- 7 maja – Miklós Hubay, węgierski dramaturg i pisarz (ur. 1918)
- 14 maja – Birgitta Trotzig, szwedzka pisarka (ur. 1929)
- 25 maja – Leonora Carrington, meksykańska pisarka i malarka surrealistyczna (ur. 1917)
- 2 czerwca – Anna Więzik, polska poetka (ur. 1930)
- 4 czerwca – Lilian Jackson Braun, amerykańska pisarka (ur. 1913)
- 10 czerwca – Patrick Leigh Fermor, brytyjski pisarz i żołnierz (ur. 1915)
- 18 czerwca – Czesław Maj, polski poeta i prozaik (ur. 1923)
- 21 czerwca – Robert Kroetsch, kanadyjski pisarz (ur. 1927)
- 26 czerwca – Heere Heeresma, holenderski pisarz i poeta (ur. 1932)
- 3 lipca – Francis King(inne języki), angielski pisarz (ur. 1923)
- 5 lipca – Theodore Roszak, amerykański pisarz, naukowiec (ur. 1933)
- 14 lipca – Otia Ioseliani, gruziński pisarz (ur. 1930)
- 26 lipca – Sakyō Komatsu, japoński pisarz s-f (ur. 1931)
- 27 lipca – Agota Kristof, węgierska pisarka tworząca w języku francuskim (ur. 1935)
- 28 lipca – Janina Boniakowska, polska poetka ludowa (ur. 1918)
- 1 sierpnia – Stan Barstow, brytyjski pisarz i scenarzysta (ur. 1928)
- 21 sierpnia – Edith L. Tiempo, filipińska pisarka i poetka (ur. 1919)
- 20 września – Annika Idström, fińska pisarka, tłumacz i dramaturg (ur. 1947)
- 27 września – Ida Fink, polsko-izraelska pisarka (ur. 1921)
- 29 września – Hella S. Haasse, holenderska pisarka (ur. 1918)
- 18 października – Andrea Zanzotto, włoski poeta (ur. 1921)
- 28 października – Jiří Gruša, czeski poeta, powieściopisarz i tłumacz (ur. 1938)
- 10 listopada – Ivan Martin Jirous, „Magor” (Szajbus), czeski poeta, legenda undergroundu (ur. 1944)
- 20 listopada
  - Olgierd Budrewicz, polski reportażysta i pisarz (ur. 1923)
  - Shelagh Delaney, brytyjska dramatopisarka (ur. 1939)
- 21 listopada – Anne McCaffrey, amerykańska pisarka science fiction oraz fantasy (ur. 1926)
- 24 listopada – Andrzej Mandalian, polski poeta, prozaik i tłumacz (ur. 1926)
- 1 grudnia – Christa Wolf, niemiecka pisarka (ur. 1929)
- 4 grudnia – Matti Yrjänä Joensuu, fiński pisarz, autor powieści kryminalnych (ur. 1948)
- 10 grudnia – Leonida Lari, mołdawska i rumuńska poetka, pisarka i tłumaczka (ur. 1949)
- 13 grudnia – Heinz Kruschel, niemiecki pisarz (ur. 1929)
- 18 grudnia – Václav Havel, czeski dramaturg, eseista, poeta i polityk (ur. 1936)

## Nagrody
- Czeska Nagroda Państwowa w dziedzinie literatury – Daniela Hodrová.
- Gdyńska Nagroda Dramaturgiczna – Zyta Rudzkaza Zimny Bufet[26].
- International IMPAC Dublin Literary Award – Collum McCann za Let the Great World Spin
- Nagroda Nobla – Tomas Tranströmer
- Magnesia Litera – Jan Balabán za Zeptej se táty
- Man Booker International Prize – Philip Roth.
- Nagroda Bookera – Julian Barnes za The Sense of an Ending
- Bollingen Prize for Poetry – Susan Howe(inne języki)
- Nagroda Cervantesa – Nicanor Parra
- Nagroda Franza Kafki – John Banville
- Nagroda Fundacji im. Kościelskich – Andrzej Franaszekza Miłosz. Biografia.
- Nagroda Goncourtów – Alexis Jenni za L’Art français de la guerre
- Nagroda im. Czesława Miłosza, przyznawana przez ambasadę USA w Polsce za pozytywny wkład w stosunki polsko-amerykańskie – Janusz Głowacki
- Nagrodę im. Jana Długosza za najlepszą książkę humanistyczną 2010 r. – Hanna Świda-Ziemba za Młodzież PRL. Portrety pokoleń w kontekście historii|
- Nagroda Jerozolimska – Ian McEwan
- Nagroda Literacka Gdynia: Justyna Bargielska (kategoria: proza), Ewa Lipska (kategoria: poezja) i Stefan Chwin (kategoria: esej) Tzw. „Nagroda Osobna” przypadła poecie Andrzejowi Sosnowskiemu.
- Nagroda Nike – Marian Pilot za powieść Pióropusz
- Nagroda Literacka Europy Środkowej „Angelus” – białoruska pisarka Swiatłana Aleksijewicz za Wojna nie ma w sobie nic z kobiety. Nagroda za tłumaczenie tego dzieła z języka rosyjskiego otrzymał Jerzy Czech.
- Nagroda Literacka im. Józefa Mackiewicza – Wojciech Wencel za tom wierszy De profundis
- Nagroda Polskiego PEN Clubu im. Jana Parandowskiego – Sławomir Mrożek
- Nagroda Polskiego PEN Clubu za wybitne dokonania translatorskie w dziedzinie przekładu literatury polskiej na język obcy – Martin Pollack
- Nagroda Renaudot – Emmanuel Carrère za esej biograficzny Limonov
- Paszporty Polityki w dziedzinie literatury - prozaik Ignacy Karpowicz za Balladyny i romanse. Nagrodę specjalną Kreator Kultury - poeta, dramaturg i prozaik Tadeusz Różewicz za „wierność poezji i sobie”
- Premia Bohemica – Andrzej Czcibor-Piotrowski
- Prix Femina – Simon Liberati za powieść Jayne Mansfield 1967
- Transatlantyk (nagroda przyznawana przez Instytut Książki): Vlasta Dvořáčková, tłumaczka literatury polskiej na czeski, za popularyzację polskiej literatury na świecie.
- Wrocławska Nagroda Poetycka „Silesius”: 
  - za całokształt pracy twórczej – Urszula Kozioł
  - kategoria książka roku – za Nocne życie Bohdana Zadury
  - kategoria debiut roku – za Język korzyści Kiry Pietrek